# Фёдоров, Николай Николаевич (оружейник)
Николай Николаевич Фёдоров (1851, Санкт-Петербург — 1940) — генерал-лейтенант Русской императорской армии, помощник начальника Тульского Императора Петра Великого оружейного завода по технической части (1892—1913).

## Биография
Николай Фёдоров происходил из потомственных дворян Тульской губернии. Родился 1 сентября 1851 года в Санкт-Петербурге. После окончания в 1869 году 2-й Московской военной гимназии поступил в 1-е военное Павловское училище, которое окончил в 1871 году и был выпущен из него прапорщиком в 34-ю артиллерийскую бригаду.
В июне 1876 года был переведён на Императорский Тульский оружейный завод офицером для особых поручений. Заводом в это время руководили выдающиеся профессионалы: начальник завода генерал-лейтенант Владимир Васильевич фон Нотбек, помощник начальника завода полковник Василий Николаевич Бестужев-Рюмин, председатель хозяйственного комитета полковник Иван Александрович Дружинин. В. Н. Бестужев-Рюмин и И. А. Дружинин впоследствии станут начальниками Тульского оружейного завода. Помощниками начальников мастерских были молодые штабс-капитаны Николай Григорьевич Дмитриев-Байцуров и в будущем выдающийся конструктор стрелкового оружия Сергей Иванович Мосин, которые впоследствии будут руководить Сестрорецким оружейным заводом.
Работа в тесном контакте с этими людьми, несомненно, дала большой опыт молодому офицеру и способствовала приобретению им практических навыков. Уже через два года, в 1878 году, Н. Н. Фёдоров был назначен помощником начальника мастерской, а ещё через два года, в 1880 году — начальником мастерской. В 1892 году он был назначен помощником начальника Императорского Тульского оружейного завода по технической части, пробыв на этой должности 21 год. В заводской иерархии помощник начальника завода — это второй человек после начальника завода. В его руках был сосредоточен весь технологический и производственный процессы по созданию оружия. Вот как охарактеризовал деятельность генерал-майора Н. Н. Фёдорова начальник завода генерал-лейтенант А. В. Кун в рапорте начальнику Главного артиллерийского управления при ходатайстве о грядущей отставке своего подчинённого в 1913 году:

«Всей службы генерал-майора Фёдорова 44 года 4 месяца, из них 37 лет в заводе, в том числе 21 год на должности помощника по технической части. За время состояния его в должности помощника начальника завода по технической части были установлены разные производства под его непосредственным руководством и по его указаниям, как то: 3-линейные винтовки, 3-линейные револьверы Нагана, 3-линейные пулемёты Максима трёх типов (тяжёлого, облегчённого и лёгкого), станки к пулемётам системы гв. Полковника Соколова, механические станки, взрыватели, новые части винтовок образца 1910 года, вьючные приспособления пулемётов и охотничье ружьё, причём установка производства механических станков всецело относится к его личной инициативе».
— Государственный архив Тульской области (ГАТО). Фонд № 187 «Тульский оружейный завод. 1712—1917 гг.», опись дел постоянного хранения № 2 за 1713—1916 гг., дело № 404 «Об увольнении от службы офицеров и чиновников, о назначении пенсии и пособий и о выдаче Указов об отставке. 1913 г.».
Образцы вооружения, перечисленные в рапорте начальника завода, многие десятилетия будут находиться на вооружении Русской императорской, Красной и Советской армий. Очевидно, что не только лишь благодаря стараниям Н. Н. Фёдорова эти образцы появились на свет. Их создание стало результатом коллективного труда многих оружейников. Но организация сложнейшего процесса производства указанных образцов целиком лежала на плечах Н. Н. Фёдорова.
В 1909 году Н. Н. Фёдоров возглавил юбилейную комиссию для выработки порядка празднования 200-летнего юбилея основания завода 15 (28) февраля 1912 года. В числе прочих офицерских и классных чинов ему было объявлено Высочайшее благоволение 15 февраля 1912 года по случаю указанного юбилея завода. В том же году ему был пожалован орден Святого Станислава 1-й степени.
Признавая выдающиеся заслуги Н. Н. Фёдорова на заводе, начальник ТОЗ генерал-лейтенант Александр Владимирович Кун лично ходатайствовал перед руководством Главного артиллерийского управления о производстве Н. Н. Фёдорова в чин генерал-лейтенанта «вне правил», хотя тот и не дослужил около 3-х месяцев, чтобы получить право на производство в данный чин по увольнению от службы по возрастному цензу.
Вот как генерал-лейтенант А. В. Кун излагал своё ходатайство о производстве Н. Н. Фёдорова в чин генерал-лейтенанта:

«Несмотря на свой долголетний опыт по технической части и хорошее аттестование ближайшего начальства, генерал-майор Фёдоров, по независящим от него причинам, ранее издания закона о возрастном цензе не был назначен на высшую должность, но при совокупности долголетней службы с тем перечислением установок на заводе разных производств, которым он был руководителем, надо признать службу его особо выдающеюся и отнести к исключительным случаям поощрения вне правил, о чём ходатайствую».
— Государственный архив Тульской области (ГАТО). Фонд № 187 «Тульский оружейный завод. 1712—1917 гг.», опись дел постоянного хранения № 2 за 1713—1916 гг., дело № 404 «Об увольнении от службы офицеров и чиновников, о назначении пенсии и пособий и о выдаче Указов об отставке. 1913 г.».
Ходатайство начальника завода было удовлетворено. Высочайшим приказом от 31 декабря 1913 года генерал-майор Н. Н. Фёдоров был произведён в генерал-лейтенанты, «с увольнением по возрастному цензу, от службы, с мундиром и пенсиею».
Николай Николаевич Фёдоров скончался, предположительно, в 1940 году. Место его смерти неизвестно.

## Семья
Н. Н. Фёдоров был женат на уроженке Подольской губернии 2-й гильдии купчихе девице Ольге Сергеевне Лепёшкиной. В браке родилось шестеро детей: два сына (Николай и Сергей) и четыре дочери (Ольга, Мария, Надежда, Анна).

## Производство в чинах
В службу вступил 10 августа 1869 года юнкером 1-го военного Павловского училища. За время службы произведён в чины:
- прапорщик, 11 августа 1871 года,
- подпоручик, 6 ноября 1872 года,
- поручик, 29 декабря 1873 года[7],
- штабс-капитан, 9 декабря 1876 года,
- капитан, 18 декабря 1878 года,
- подполковник, 21 декабря 1889 года,
- полковник, 14 мая 1896 года,
- генерал-майор, 29 марта 1909 года[8],
- генерал-лейтенант, 31 декабря 1913 года.

## Награды
За годы службы Н. Н. Фёдоров удостоен следующих наград:
- орден Святого Станислава 3-й степени (1875 год),
- орден Святой Анны 3-й степени (1883 год),
- орден Святого Станислава 2-й степени (1890 год),
- орден Святой Анны 2-й степени (1901 год)[9],
- орден Святого Владимира 3-й степени (1906 год)[10],
- орден Святого Станислава 1-й степени (1912 год),
- медаль «В память царствования императора Александра III»,
- медаль «В память 300-летия царствования дома Романовых».

Кроме перечисленных орденов и медалей Н. Н. Фёдорову были вручены нагрудные знаки:
- нагрудный знак «В память 50-летнего состояния великого князя Михаила Николаевича в должности генерал-фельдцейхмейстера»,
- нагрудный знак «В память 200-летнего юбилея основания Императорского Тульского оружейного завода императором Петром I Великим».